# Eleições estaduais em Mato Grosso do Sul em 1986
As eleições estaduais em Mato Grosso do Sul em 1986 ocorreram em 15 de novembro, assim como as eleições no Distrito Federal, em 23 estados e nos  territórios federais do Amapá e Roraima. Foram eleitos o governador Marcelo Miranda, o vice-governador George Takimoto, os senadores Wilson Martins e Saldanha Derzi, além de oito deputados federais e vinte e quatro deputados estaduais.
Mineiro de Uberaba, Marcelo Miranda formou-se engenheiro civil pela Faculdade de Engenharia da respectiva cidade. Professor de Química no Colégio Triângulo Mineiro de Uberaba e no curso vestibular da Escola de Engenharia do Triângulo Mineiro entre 1961 e 1963, trabalhou para as Centrais Elétricas de Urubupungá, em São Paulo e na Usina Hidrelétrica de Jupiá. Esteve a serviço do DER em Três Lagoas e Campo Grande, cidades que à época pertenciam a Mato Grosso. Presidiu as Centrais Elétricas Matogrossenses durante o mandato de Pedro Pedrossian como governador e depois foi diretor-geral do DER no governo de José Fragelli. Sua estreia política aconteceu ao eleger-se prefeito de Campo Grande numa sublegenda da ARENA em 1976, um ano antes do Governo Ernesto Geisel sancionar a lei que criou Mato Grosso do Sul. Em 1979 renunciou à prefeitura e foi nomeado governador de Mato Grosso do Sul pelo presidente João Figueiredo, sendo exonerado após dezesseis meses. Agropecuarista, foi eleito senador numa sublegenda do PMDB em 1982 e votou em Tancredo Neves no Colégio Eleitoral em 1985, sendo eleito governador de Mato Grosso do Sul em 1986. Mesmo assim, renunciou ao mandato parlamentar somente na antevéspera de tomar posse no executivo estadual, pois participou das sessões iniciais da Assembleia Nacional Constituinte que escreveu a Constituição de 1988.
Paulista de Lavínia, George Takimoto formou-se pela Faculdade de Ciências Médicas da Santa Casa de São Paulo em 1988, tornando-se especialista em Clínica Médica, Clínica Geral, Cirurgia Geral e Geriatria. Foi médico da família em Dourados, cidade onde elegeu-se vice-prefeito pelo PDS na chapa de Luís Antônio Álvares Gonçalves em 1982. Com o advento da Nova República ingressou no PFL e por esta legenda foi eleito vice-governador de Mato Grosso do Sul em 1986.

## Resultado da eleição para governador
Os dados a seguir foram obtidos junto ao banco de dados do Tribunal Regional Eleitoral de Mato Grosso do Sul cujos arquivos mencionam a existência de 78.458 votos em branco (10,21%) e 16.967 votos nulos (2,21%) calculados sobre o comparecimento de 768.089 eleitores, com os 672.664 votos nominais assim distribuídos:
| Candidatos a governador do estado | Candidatos a vice-governador    | Número | Coligação                                 | Votação | Percentual |
| --------------------------------- | ------------------------------- | ------ | ----------------------------------------- | ------- | ---------- |
| Marcelo Miranda PMDB              | George Takimoto PFL             | 15     | Aliança Democrática (PMDB, PFL, PDT, PCB) | 412.974 | 61,39%     |
| Lúdio Coelho PTB                  | Manfredo Corrêa PDS             | 14     | Oposição Popular (PTB, PDS)               | 243.026 | 36,13%     |
| Luiz Landes PT                    | Eva Maria Granha de Carvalho PT | 13     | PT (sem coligação)                        | 16.664  | 2,48%      |

## Biografia dos senadores eleitos

### Wilson Martins
Advogado nascido em Campo Grande e graduado pela Universidade de São Paulo em 1939, Wilson Martins foi secretário-geral da prefeitura de Campo Grande e ingressou na UDN no final do Estado Novo. Estreou na política mato-grossense ao eleger-se suplente do senador João Vilas Boas em 1954 e prefeito de Campo Grande em 1958. Eleito deputado federal em 1962, ingressou no MDB quando o Regime Militar de 1964 impôs o bipartidarismo através do Ato Institucional Número Dois. Reeleito em 1966, foi cassado pelo Ato Institucional Número Cinco em 7 de fevereiro de 1969 e teve os direitos políticos suspensos por dez anos. Wilson Martins recuperou seus direitos políticos pouco após a criação de Mato Grosso do Sul e antes da Lei da Anistia. Primeiro presidente da seccional sul-mato-grossense da Ordem dos Advogados do Brasil, foi presidente estadual do PMDB e por este partido elegeu-se governador de Mato Grosso do Sul em 1982 e senador em 1986.

### Saldanha Derzi
Natural de Ponta Porã, o médico Saldanha Derzi é formado pela Escola de Medicina e Cirurgia da Universidade Federal do Estado do Rio de Janeiro em 1939. Outrora membro do corpo diretor do Instituto Nacional do Mate, foi médico do posto de saúde em Ponta Porã e depois nomeado prefeito da cidade em 1942. Deixou o cargo após três anos e com a distensão política havida no final do Estado Novo ingressou na UDN e a partir de então iniciou uma longeva carreira política: eleito vereador em Ponta Porã em 1947, chegou à presidência da Câmara Municipal e em 1950 retornou à prefeitura por voto direto. Eleito deputado federal por Mato Grosso em 1954, foi derrotado por João Ponce de Arruda ao disputar o governo daquele estado em 1955. Reeleito à Câmara dos Deputados em 1958, 1962 e 1966, optou pela ARENA tão logo o Regime Militar de 1964 outorgou o bipartidarismo através do Ato Institucional Número Dois e por esta legenda foi eleito senador em 1970.
Após a criação de Mato Grosso do Sul no Governo Ernesto Geisel, foi eleito senador pelo respectivo estado por via indireta em 1978 segundo os termos do Pacote de Abril. Restaurado o pluripartidarismo no governo do presidente João Figueiredo em 1980, Saldanha Derzi filiou-se ao PDS antes de ingressar no PP, o qual foi incorporado ao PMDB no fim do ano seguinte.  Em seu novo partido votou em Tancredo Neves no Colégio Eleitoral em 1985 sendo reeleito senador em 1986 graças às sublegendas, recurso que impediu a vitória de Pedro Pedrossian, a quem caberia a segunda vaga senatorial pelo critério do voto popular.

## Suplente efetivado

### Mendes Canale
Mendes Canale nasceu em Miranda e formou-se em Contabilidade em 1947 na Escola Técnica de Comércio Carlos de Carvalho na capital paulista e a seguir diplomou-se advogado pela Universidade Federal de Mato Grosso. Filiado ao PSD no crepúsculo do Estado Novo, elegeu-se deputado estadual por Mato Grosso em 1950 e 1954 e suplente de deputado federal em 1958. Eleito prefeito de Campo Grande em 1962, foi chefe de gabinete do governador Pedro Pedrossian que em 1970 o nomeou à prefeitura de Campo Grande, cargo no qual foi mantido por José Fragelli até 1973. Filiado à ARENA, elegeu-se senador por Mato Grosso em 1974, mas passou a representar Mato Grosso do Sul com a criação deste estado. Com a restauração do pluripartidarismo no governo do presidente João Figueiredo em 1980, Mendes Canale ingressou no PP e depois no PMDB. Candidato a reeleição por uma sublegenda em 1982, foi realocado como primeiro suplente de Marcelo Miranda. Titular da Superintendência de Desenvolvimento do Centro-Oeste, durante o Governo Sarney, Mendes Canale assumiu o mandato de senador apenas em 29 de junho de 1987.

## Resultado da eleição para senador
Como havia duas vagas em disputa o total de votantes aparece em dobro quando confrontado com o número real de eleitores e conforme o Tribunal Regional Eleitoral de Mato Grosso do Sul houve 271.031 votos em branco (17,64%) e 111.763 votos nulos (7,28%) calculados sobre o comparecimento de 1.536.178 eleitores com os 1.153.384 votos nominais assim distribuídos:
| Candidatos a senador da República   | Candidatos a suplente de senador                         | Número | Coligação                                 | Votação | Percentual |
| ----------------------------------- | -------------------------------------------------------- | ------ | ----------------------------------------- | ------- | ---------- |
| Wilson Martins PMDB                 | -                                                        | 154    | Aliança Democrática (PMDB, PFL, PDT, PCB) | 240.468 | 20,85%     |
| Pedro Pedrossian PTB                | Claudionor Miguel Abss Duarte PTB Miguel Jorge Tabox PTB | 141    | Oposição Popular (PTB, PDS)               | 230.671 | 20,00%     |
| Saldanha Derzi PMDB                 | -                                                        | 151    | Aliança Democrática (PMDB, PFL, PDT, PCB) | 215.356 | 18,67%     |
| Paulo Coelho Machado PTB            | Fernando Luiz Alves Ribeiro PTB João Francisco Volpe PTB | 142    | Oposição Popular (PTB, PDS)               | 162.201 | 14,06%     |
| João da Câmara PMDB                 | -                                                        | 155    | Aliança Democrática (PMDB, PFL, PDT, PCB) | 119.958 | 10,40%     |
| Roberto Orro PMDB                   | -                                                        | 152    | Aliança Democrática (PMDB, PFL, PDT, PCB) | 115.428 | 10,01%     |
| Adir Pires Maia PMDB                | -                                                        | 153    | Aliança Democrática (PMDB, PFL, PDT, PCB) | 21.757  | 1,89%      |
| Marco Lúcio Trajano dos Santos PMDB | -                                                        | 156    | Aliança Democrática (PMDB, PFL, PDT, PCB) | 17.703  | 1,54%      |
| Élvio Araújo Garabini PT            | João Santana de Melo Filho PT -                          | 132    | PT (sem coligação)                        | 16.547  | 1,43%      |
| Geraldo Biancatelli PT              | Manoel Ursulino Martins PT -                             | 131    | PT (sem coligação)                        | 13.295  | 1,15%      |
| Fontes:                             |                                                          |        |                                           |         |            |

## Deputados federais eleitos
São relacionados os candidatos eleitos com informações complementares da Câmara dos Deputados.

Representação eleita
  PMDB: 4
  PFL: 3
  PTB: 1

| Número | Deputados federais eleitos | Partido | Votação | Percentual | Cidade onde nasceu | Unidade federativa |
| 2599   | Gandi Jamil                | PFL     | 86.705  |            | Ponta Porã         | Mato Grosso do Sul |
| 2525   | Levy Dias                  | PFL     | 49.556  |            | Aquidauana         | Mato Grosso do Sul |
| 2510   | Saulo Queiroz              | PFL     | 37.404  |            | Guaíra             | São Paulo          |
| 1506   | Válter Pereira             | PMDB    | 31.226  |            | Campo Grande       | Mato Grosso do Sul |
| 1460   | José Elias Moreira         | PTB     | 31.073  |            | Poços de Caldas    | Minas Gerais       |
| 1503   | Ruben Figueiró             | PMDB    | 28.862  |            | Rio Brilhante      | Mato Grosso do Sul |
| 1508   | Ivo Cersósimo              | PMDB    | 28.414  |            | Pompeia            | São Paulo          |
| 1522   | Plínio Martins             | PMDB    | 24.890  |            | Rio Brilhante      | Mato Grosso do Sul |

## Deputados estaduais eleitos
Relacionamos a seguir os deputados estaduais eleitos com informações complementares da Assembleia Legislativa de Mato Grosso do Sul.

Representação eleita
  PMDB: 12
  PTB: 6
  PFL: 5
  PDS: 1

| Número | Deputados estaduais eleitos | Partido | Votação | Percentual | Cidade onde nasceu       | Unidade federativa |
| 15125  | André Puccinelli            | PMDB    | 19.115  |            | Viareggio                | Itália             |
| 25111  | Londres Machado             | PFL     | 19.003  |            | Rio Brilhante            | Mato Grosso do Sul |
| 15114  | Pedro Pereira Dobes         | PMDB    | 14.575  |            | Campo Grande             | Mato Grosso do Sul |
| 15138  | Leite Schimidt              | PMDB    | 14.510  |            | Aquidauana               | Mato Grosso do Sul |
| 25168  | Roberto Razuk               | PFL     | 14.107  |            | Campo Grande             | Mato Grosso do Sul |
| 15110  | Akira Otsubo                | PMDB    | 13.196  |            | Mirandópolis             | São Paulo          |
| 15105  | Onevan de Matos             | PMDB    | 13.163  |            | Frutal                   | Minas Gerais       |
| 14228  | Maurício Picarelli          | PTB     | 12.363  |            | Bauru                    | São Paulo          |
| 25253  | Marilu Guimarães            | PFL     | 11.850  |            | Campo Grande             | Mato Grosso do Sul |
| 15111  | Jonatan Barbosa             | PMDB    | 11.342  |            | Campo Grande             | Mato Grosso do Sul |
| 15129  | Cláudio Valério             | PMDB    | 9.766   |            | Anastácio                | Mato Grosso do Sul |
| 15126  | Carlos Fróes                | PMDB    | 9.705   |            | Ponta Porã               | Mato Grosso do Sul |
| 25114  | Ary Rigo                    | PFL     | 9.578   |            | Passo Fundo              | Rio Grande do Sul  |
| 15121  | Ricardo Bacha               | PMDB    | 9.571   |            | Campo Grande             | Mato Grosso do Sul |
| 25185  | Cícero de Souza             | PFL     | 9.434   |            | Campo Grande             | Mato Grosso do Sul |
| 15116  | Valdenir Machado            | PMDB    | 8.810   |            | Ribeirão dos Índios      | São Paulo          |
| 14115  | Armando Anache              | PTB     | 8.118   |            | Corumbá                  | Mato Grosso do Sul |
| 14108  | Júlio César Paulino Maia    | PTB     | 8.078   |            | Brasilândia              | Mato Grosso do Sul |
| 15160  | Benedito Leal               | PMDB    | 8.071   |            | Novo Horizonte do Sul    | Mato Grosso do Sul |
| 15133  | Oséias Pereira              | PMDB    | 7.793   |            | Três Lagoas              | Mato Grosso do Sul |
| 14147  | José de Oliveira Santos     | PTB     | 7.406   |            | Rio Verde de Mato Grosso | Mato Grosso do Sul |
| 14141  | Nelson Trad                 | PTB     | 7.343   |            | Aquidauana               | Mato Grosso do Sul |
| 14123  | Walter Carneiro             | PTB     | 6.524   |            | Cuiabá                   | Mato Grosso        |
| -      | Marilene Coimbra            | PDS     | 6.434   |            | Campo Grande             | Mato Grosso do Sul |